# آنری بلیویه
آنری بلیویه (فرانسوی: Henri Bellivier‎; ۶ ژوئن ۱۸۹۰ – ۱۴ مارس ۱۹۸۰) دوچرخه‌سوار اهل فرانسه بود.